# 금붕어 2마리와 아빠를 바꾼 날
《금붕어 2마리와 아빠를 바꾼 날》(영어: The Day I Swapped My Dad for Two Goldfish)은 닐 게이먼이 글을 쓰고 데이브 매킨이 그림을 그린 1997년작 그림동화이다. 금붕어를 아빠와 맞바꾸었다는 소재로 가족의 가치를 되묻는다. 대한민국에는 소금창고에서 장용준 번역으로 출간되었다.